# Otão
Marco Sálvio Otão (em latim Marcus Salvius Otho; Ferentino, 28 de abril de 32 d.C. — Bedríaco, 16 de abril de 69), foi imperador romano por cerca de três meses, de 15 de janeiro até o seu suicídio. Foi o segundo imperador do ano dos quatro imperadores.
Fora nomeado por Nero governador da Lusitânia em 58, permanecendo no cargo durante dez anos. Apoiou a ascensão de Galba ao trono, mas veio a promover o golpe de Estado que culminou no assassínio do idoso imperador. Teve de enfrentar a rebelião do exército de Vitélio, que derrotou as suas tropas na Primeira Batalha de Bedríaco. Perante a derrota, Otão cometeu suicídio.

## Família
Era filho de Lúcio Otão, cuja mãe era uma mulher pertencente ao patriciado e relacionada às famílias mais influentes da capital. O seu pai gozou do favor do imperador Tibério, ao qual se parecia muito fisicamente; desempenhou com rigidez diversos cargos dentro da administração imperial. Descendia de uma nobre e antiga família estabelecida em Ferentino, embora de origem etrusca. Os seus antepassados foram príncipes da Etrúria.
O seu avô, Marco Sálvio Otão, era um pretor que descendia de um cavaleiro romano e de uma mulher de origem humilde, provavelmente sem cidadania, que foi promovido ao ordem senatorial mercê da influência de Lívia.

## Ascensão ao trono
Apareceu pela primeira vez nos escritos dos historiadores clássicos quando entrou a fazer parte do círculo do imperador Nero, sendo qualificado como imprudente e extravagante. Apesar disso, a amizade entre ambos quebrou-se quando a esposa Popeia Sabina foi conhecida por Nero numa ceia. A partir desse momento e após divorciarem-se, começou uma relação entre Nero e Popeia que terminaria com a morte dela. Antes de falecer, enviou o seu ex-marido para o exílio, ao que foi concedido por dez anos o governo da província da Lusitânia na qualidade de questor.
Após dez anos de administração moderada, insólita nessa época, o destino ofereceu-lhe uma oportunidade de vingar-se de Nero. Galba, governador da Hispânia Tarraconense sublevou-se contra Nero em 68 d.C., tendo Otão como um dos seus fiéis adeptos; o ressentimento pelo trato recebido, bem como a ambição pessoal decidiram o governador da Lusitânia a unir-se ao seu vizinho; além disso, Galba não tinha descendência e estava numa idade muito avançada, pelo qual Otão aspirava a ser nomeado o seu sucessor.
Embora a sua lealdade parecesse inquebrantável, Otão começou a negociar com a guarda pretoriana após a nomeação de Lúcio Calpúrnio Pisão Frúgio Liciano como sucessor do seu aliado. Apesar de ser o estado das suas finanças desesperado, encontrou dinheiro suficiente para comprar os serviços de todos os membros do corpo. Na manhã de 15 de janeiro, apenas cinco dias depois da adoção de Pisão, acudiu, como de costume, a apresentar os seus respeitos ao imperador. Após isso foi escoltado ao acampamento dos pretorianos, onde, após uns breves instantes de indecisão, foi aclamado imperator.
Depois disso voltou para o Fórum com uma importante força e ali encontrou Galba, que, alarmado pelos rumores do ocorrido, dirigia-se através de uma confundida multidão para os quartéis dos pretorianos. A cohors que rondava pelo Palatino e que acompanhava o imperador, desertou. Indefensos, Galba, Pisão e outros homens foram brutalmente assassinados pela Guarda. Após o término do breve combate, os senadores investiram Otão com o título de augusto, com o poder tribunício (tribunicia potestas) e com outras honras exclusivas do imperador. Otão devia o seu sucesso ao ódio que suscitava a figura de Galba entre os soldados como consequência da sua famosa recusa ao esbanjamento monetário. Os habitantes, também descontentes com tal gestão, concederam-lhe o seu apoio.

## Imperador

### Administração
Ao ascender ao trono, aceitou ou pareceu aceitar acrescentar o cognome de Nero ao seu nome, conferido pelos gritos da plebe, pois sua juventude e pelo seu aspecto efeminado lembrava-os de Nero, que era favorito dos mesmos. As estátuas de Nero foram erguidas novamente, seus libertos e oficiais foram reinstalados (incluindo Esporo a quem Nero havia se casado e com quem Otão também tornou-se íntimo), e foram finalizados certos projetos urbanísticos impulsionados durante o seu reinado, como a Casa Dourada. Paralelamente, para acalmar os receios dos cidadãos mais respeitáveis, foi anunciada uma administração liberal e moderada, além de uma clemência criteriosa para Mário Celso, cônsul designado e um adepto dedicado de Galba. Otão logo percebeu que era muito mais fácil derrubar um imperador do que governar como um: de acordo com Suetônio, Otão durante uma cerimónia religiosa logo após o sacrifício murmurava "O que tenho eu a ver com tocar as tubas?".

### Guerra contra Vitélio
O novo imperador compreendeu a verdadeira dimensão da revolução na Germânia após ler a correspondência privada de Galba; ali tinham-se rebelado várias legiões no comando de Vitélio e avançavam para a Itália. Após uma vã tentativa de reconciliação preparou-se para a batalha com uma força inesperada. Das províncias que se declararam ao seu favor pouca ajuda podia aguardar, exceto as legiões que avançavam desde a Dalmácia, Panônia e Mésia. Com estas tropas formou uma força formidável e, com a sua armada tomou o controle dos mares italianos.
Otão enviou de imediato a sua frota a fim de assegurar Ligúria. A 14 de março iniciou um avanço à cabeça das suas tropas visando a evitar a entrada do seu adversário na Itália. Apesar disso, não chegou a horas e enviou parte do seu exército a guarnecer Placência. Estes soldados defenderam a cidade com sucesso frente ao sítio ao que a impôs Aulo Cecina Alieno; após o combate, os efetivos do comandante viteliano foram forçados a mudarem-se para Cremona. Apesar desta vitória na chamada Batalha de Locus Castrorum, o avanço de Fábio Valente mudou o curso do conflito.
Os legados de Vitélio resolveram travar uma batalha decisiva em Bedríaco. Paralelamente, o alto comando de Otão era totalmente dividido: os comandantes mais experientes estimavam que era preferível aguardar pelas tropas que vinham da Dalmácia; porém, o seu irmão, Lúcio Sálvio Otão Ticiano, e o prefeito pretoriano, Licínio Próculo, impulsionaram o seu líder a avançar de imediato, invalidando assim qualquer oposição. Pela sua vez, Otão permaneceu à frente de um considerável exército de reserva em Brixelo, território situado à beira do Pó. Quando se tomou a decisão, as suas tropas já tinham cruzado o rio e acampado em Bedríaco, uma pequena povoação localizada nas imediações da Via Postúmia, situada por onde os soldados dálmatas assistiriam.

### Queda
Abandonando a sua vantajosa posição, as suas forças avançaram através da Via Postúmia em direção a Cremona. No seu caminho, encontraram as forças do seu adversário, que forçaram a travar batalha desde uma situação desvantajosa. Após uma debâcle militar, as suas forças marcharam até Calvatone. As forças de Vitélio perseguiram-nos, porém, foi alcançado um acordo pelo qual foi permitido o acesso das tropas de Vitélio ao acampamento de Otão.
Apesar de esta batalha não inclinar a balança do conflito para nenhuma direção, o efeito no acampamento de Brixelo após receber a informação relativa à batalha foi devastador. Otão estava ainda à frente de um exército formidável e as legiões procedentes da Dalmácia já atingiram Aquileia; assim mesmo, o moral dos soldados e oficiais deste destacamento era muito alto. Porém, é provável que o imperador optasse por aceitar o veredito de uma batalha provocada pela sua própria irreflexão. Num solene discurso despediu-se daqueles que se uniram a ele exclamando:
| “ | É muito mais justo falecer um por todos que todos por um. | ” |

Após estas palavras retirou-se para a sua barraca de campanha a fim de descansar. Essa manhã decidiu suicidar-se cravando uma daga no coração; quando os seus assistentes entraram nos seus aposentos já tinha falecido. Após a sua morte, colocaram as suas cinzas num simples mausoléu. Um simples túmulo foi erguido na sua honra em Brixelo; em cima do monumento havia uma inscrição que rezava:
| “ | Diis Manibus Marci Othonis. | ” |

Muitos historiadores defenderam a teoria de o suicídio de Otão ter como objetivo evitar o conflito fratricida.
Otão regira o império por apenas três meses, porém, demonstrara muita mais sabedoria durante o desempenho deste cargo do que o esperado.

## Aparência
O historiador Suetônio descreve-o assim:
| “ | O físico e as maneiras de Otão não correspondiam a tanto valor. É dito que era pequeno, que tinha os pés malfeitos e torcidas as pernas. Era cuidadoso do seu traje, quase tanto como uma mulher; mandou depilar todo o corpo, e levava na cabeça, quase calva, cabelos postiços, fixados e arranjados com tanta arte que ninguém o notava. Afeitava-se diariamente com sumo cuidado e esfregava-se com pão molhado, costume que adquirira na puberdade, com objeto de não ter nunca barba. | ” |